# 黃光國
黃光國（1945年11月6日—2023年7月30日），生於滿州國新京特別市（今中華人民共和國長春市）是一名臺灣心理學家。美國夏威夷大學社會心理學博士，曾任國立臺灣大學心理學系教授、國科會卓越計劃主持人及教育部國家講座教授，自台大心理學系退休後擔任榮譽教授，並擔任高雄醫學大學心理系講座教授、國立東華大學洄瀾學院榮譽講座教授。中國國民黨黨員。

## 生平
祖先有西亞民族波斯人血統，父親黃子正出生日治台灣台北市，曾於滿州國擔任溥儀的御醫。在第二次世界大戰末期，黃光國在滿州國新京出生。在蘇聯紅軍進攻滿州國時，其父隨同溥儀出逃，在瀋陽機場遭蘇聯軍隊俘虜，先送到莫洛科夫卡，之後轉送伯力郊外的赤塔戰俘營。在黃子正被蘇聯拘留，下落不明時，其妻子黃瓊音帶著黃光國等子女，跟著台灣東北台灣同鄉會的人，一起逃難。先由東北逃往上海，在1947年，二二八事件結束後不久，再經由天津，返回台灣。
大學進入國立臺灣大學心理學系，在此取得學士與碩士學位，曾受楊國樞指導。碩士畢業後，至美國夏威夷大學留學，取得心理學博士。1976年回台灣，在台灣大學心理學系任教，直到退休。
2007年1月，黃光國恢復中國國民黨籍，並宣布參加該黨的總統候選人初選，挑戰當時聲勢最高的馬英九，但因為恢復黨籍未滿四個月而不能參選。
2017年4月，黃光國有感於宜蘭大學欠缺人文暨社會科學的圖書，將自身重要藏書全數捐給宜大圖書館。
2018年11月3日「社團法人中華本土社會科學會」（Chinese Indigenous Social Science Association，英文簡稱CISSA，中文簡稱「思源學會」）成立，由黃光國擔任榮譽理事長。
2023年7月30日辭世，享壽78歲。

## 學術思想
此外，黃光國認為中華文化需要與科學哲學對話，陳復曾提出「黃光國難題」這個學術命題。「儘管中國曾經創造豐富的思想，對人類文明的永續發展做出巨大貢獻，但中國的思想如果要再創輝煌新章，重新成為引領人類文明發展的引擎，就需要通過對科學哲學的認識與釐清，創造性地展開華人本土社會科學的詮釋工作。」

## 研究領域
主要研究方向為科學哲學與方法論、本土社會心理學，並結合東西文化，以科學哲學為基礎，開展社會科學本土化運動，並發展本土社會心理學。
著有《人情與面子》、《知識與行動：中華文化傳統的社會心理學詮釋》、《社會科學的理路》、《儒家關係主義：哲學反思、理論建構與實證研究》、《反求諸己：現代社會中的修養》等及中英文論文100多篇。

## 公民團體
曾創辦民主行動聯盟。

## 外部連結
- 台灣大學心理學系暨研究所 （页面存档备份，存于）
- 國立宜蘭大學生命教育研究室 （页面存档备份，存于）
- 黃光國難題：如何替中華文化解開戈迪安繩結 （页面存档备份，存于）